# 熊本大学医療技術短期大学部
熊本大学医療技術短期大学部（くまもとだいがくいりょうぎじゅつたんきだいがくぶ、英語: Kumamoto University College of Medical Science）は、熊本県熊本市九品寺4-24-1に本部を置いていた日本の国立大学である。1977年に設置され、2007年に廃止された。大学の略称は熊大医短。

## 概要

### 大学全体
- 熊本県熊本市[注 1]に所在した日本の国立短期大学で、設置主体は国立大学法人熊本大学[注 2]。
- 熊本大学医学部に併設される形で1977年に開学[3]。当初は2学科体制だったが、1978年度より3学科さらに、1980年度より専攻科を従えるようになった。
- 2003年度の入学生を最後に[注釈 3]、2007年に短期大学としての使命を終える[注釈 4]。

### 教育および研究
- 熊本大学医療技術短期大学部は医療技術者の養成に力をいれており、附属病院での臨床実習も取り入れられていた。

### 学風および特色
- 熊本大学医療技術短期大学部は医学部に併設されていた関係上、両者同士の交流が盛んだった様子がうかがえる。
- 教員は医学部との兼任者が多いものとなっていた。
- アメリカでのスタディーツアーがあった。

## 沿革
前身
- 1949年
  - 5月31日 新制熊本大学の発足により、熊本大学医学部附属厚生女学部が設置。
- 1951年
  - 4月1日 附属厚生女学部を廃止し、「附属看護学校」を設置。
- 1952年
  - 4月1日 附属看護学校に助産婦養成科を設置。
- 1954年
  - 4月1日 附属看護学校助産婦養成科を廃止し、「附属助産婦学校」を設置。
- 1964年
  - 4月1日 附属衛生検査技師学校を設置。
- 1965年
  - 4月1日 附属診療エックス線技師学校を設置。
- 1969年
  - 4月1日 附属診療エックス線技師学校を「附属診療放射線技師学校」に改称。
- 1972年
  - 4月1日 附属衛生検査技師学校を「附属臨床検査技師学校」に改称。

医療技術短期大学部
- 1976年
  - 10月1日 左記を以て文部省[注 3]より短期大学の設置が認可される[注 4]。
- 1977年
  - 4月1日 熊本大学医療技術短期大学部が以下の学科体制にて開学[8]。
    - 看護学科 入学定員80名
    - 衛生技術学科 入学定員40名

  - 5月1日 学生数[9]/定員
    - 看護学科  74[注釈 5]/80
    - 衛生技術学科 40[注 5]/40
- 1978年
  - 4月1日 以下の学科を増設する[10]。
    - 診療放射線技術学科 入学定員40名

  - 5月1日 学生数[11]/定員
    - 看護学科  152[注釈 6]/160
    - 衛生技術学科 78[注 6]/80
    - 診療放射線技術学科 40[注 7]/40
- 1979年
  - 3月31日 左記をもって附属看護学校と附属臨床検査技師学校が廃止される。
  - 5月1日 学生数[12]/定員
    - 看護学科  223[注釈 6]/240
    - 衛生技術学科 117[注 8]/120
    - 診療放射線技術学科 75[注 9]/80
- 1980年
  - 3月31日 附属助産婦学校と附属診療放射線技師学校が廃止される。
  - 4月1日 専攻科の設置が認められ、以下の課程を設ける[13]。
    - 助産学特別専攻 入学定員20名[注 10]

  - 5月1日 学生数[15]/定員
    - 看護学科  221[注釈 6]/240
    - 衛生技術学科 176[注 11]/120
    - 診療放射線技術学科 109[注 12]/120
- 1985年
  - 5月1日 学生数[16]/定員
    - 看護学科  241[注 13]/240
    - 衛生技術学科 114[注釈 7]/120
    - 診療放射線技術学科 122[注 14]/120
- 1986年
  - 5月1日 学生数[17]/定員
    - 看護学科  240[注 15]/240
    - 衛生技術学科 121[注 16]/120
    - 診療放射線技術学科 126[注 17]/120
- 1987年
  - 5月1日 学生数[18]/定員
    - 看護学科  245[注釈 8]/240
    - 衛生技術学科 117[注 18]/120
    - 診療放射線技術学科 130[注 19]/120
- 1992年
  - 5月1日 学生数[注 20]/定員
    - 看護学科  239[注 21]/240
    - 衛生技術学科 123[注 22]/120
    - 診療放射線技術学科 137[注 23]/120
- 1999年
  - 5月1日 学生数[21]/定員
    - 看護学科  241[注釈 8]/240
    - 衛生技術学科 125[注釈 7]/120
    - 診療放射線技術学科 126[注 24]/120
- 2003年
  - 4月1日 この年度で短期大学としての学生募集を最終とする[注釈 3]。
- 2007年
  - 3月31日 左記をもって正式に廃止となる[注釈 4]。

## 基礎データ

### 所在地
- 熊本県熊本市九品寺4-24-1[注釈 1]

### 象徴
- 熊本大学医療技術短期大学部のカレッジマークは右記資料にあり[注 25]。

## 教育および研究

### 組織

#### 学科
- 看護学科 入学定員80名[注釈 9]
- 衛生技術学科 入学定員40名[注釈 9]
- 診療放射線技術学科 入学定員40名[注釈 9]

#### 専攻科
- 助産学専攻 入学定員20名[注 26]
  - 修業年限1年制。大学評価・学位授与機構に認定されていた。

#### 別科
- なし

#### 取得資格について
資格
- 看護師：看護学科
- 臨床検査技師：衛生技術学科
- 診療放射線技師：診療放射線技術学科
- 助産師：専攻科助産学特別専攻

## 研究
- 『熊本大学医療技術短期大学部紀要』[注釈 2]。

## 学生生活

### 部活動・クラブ活動・サークル活動
- 熊本大学医療技術短期大学部で活動していたクラブ活動：大半が専門職を目指す学生だったので、学業に忙しい日々を送っていたようだが、クラブ活動にも励む学生も少なからずいた。

## 大学関係者と組織

### 大学関係者一覧

#### 大学関係者
歴代学長
- 岳中典男
- 松山公一
- 松角康彦
- 森野能昌
- 江口晋朗

## 施設

### キャンパス
- 設備：短大独自の校舎があった。

## 対外関係

### 系列校
- 熊本大学

## 卒業後の進路について

### 就職について
- 全学科とも専門職に就く人が大半となっていた。実績として熊本大学医学部附属病院・九州大学病院・済生会熊本病院・熊本赤十字病院・鹿児島大学病院などがある。

### 編入学・進学実績
- 看護学科卒業生は、熊本大学医療技術短期大学部専攻科や熊本大学養護教諭特別別科のほか看護系大学などに進学していた。

## 関連サイト
- 熊本大学医学部保健学科